# Gustaf Johansson (spelman)
Gustaf Niklas Jakob Johansson, född 17 oktober 1897, död 7 januari 1991, var en fiolspelman från Gothems socken på norra Gotland. Till yrket var han lantbrukare och fiskare. Gustaf Johansson lärde sig spela fiol av fadern Johan Niklas Johansson (1851–1935) som också var spelman. Johan Johansson hade i sin tur spelat med flera äldre spelmän, bland annat de på Gotland berömda spelmansbröderna Nils Cedergren (1826–1885) och Detlof Cedergren (1835–okänt), vars repertoar han förde vidare till sonen Gustaf.
Gustaf Johansson är begravd på Gothems kyrkogård.

## Spelkamrater och offentliga framträdanden
Gustaf Johansson började spela vid offentliga tillställningar i de yngre tonåren. Ofta spelade han tillsammans med andra lokalt verksamma spelmän som Olof Lindahl (1854–1924), Elias Jannehag (1904–1998) och Adolf Nyberg (1881–1930). Enligt egen uppgift hade han spelat på ett 80-tal bröllop utöver dansspelningar i hemtrakterna. Gustaf Johansson var 1948 en av grundarna till Nordergutarnas spelmanslag tillsammans med bland andra riksspelmannen, kompositören och folkmusikupptecknaren Svante Pettersson som blev lagets ledare. Nordergutarnas spelmanslag fick ett stort genomslag både på Gotland och nationellt genom skivinspelningar radioframträdanden och turnéer. Gustaf Johansson var medlem i spelmanslaget livet ut.

## Spelstil och repertoar
Gustaf Johansson var som spelman starkt influerad av de äldre spelmän han lärt sig låtar av under uppväxten. Han gjorde skillnad på hur de gotländska låtarna skulle spelas när de användes som dansmusik jämfört med de mera konstmusikaliskt inspirerade arrangemang som spelades i Nordergutarnas spelmanslag. Spelmannen och folkmusikupptecknaren Svante Pettersson tecknade ner Gustaf Johanssons repertoar av polskor, valser, kadriljer och andra folkmusiklåtar som han publicerade i notutgåvan Gutalåtar. Gustaf Johansson är den enskilde spelman som är representerade med flest antal låtar i utgåvan.

## Inspelningar
Förutom skivinspelningar med Nordergutarnas spelmanslag har Gustaf Johansson dokumenterats vid åtminstone tre tillfällen. År 1949 spelades han in av dåvarande Landsmålsarkivet i Uppsala (idag Institutet för språk och folkminnen). När Matts Arnberg vid dåvarande Radiotjänst gjorde en inspelningsresa på Gotland 1956 var Gustaf Johansson en av de spelmän som dokumenterades. År 1973 spelades han in av Svenskt visarkiv då han även intervjuades om sitt spelmansliv.